# أكسل جون بيك
أكسل جون بيك (بالإنجليزية: Axel John Beck) هو قاضي ومحامي أمريكي، ولد في 6 مايو 1894، وتوفي في 2 سبتمبر 1981 في أبردين في الولايات المتحدة.